# 亚历山大·季贾科夫
亚历山大·伊万诺维奇·季贾科夫（俄语：Алекса́ндр Ива́нович Тизяко́в；1926年12月10日—2019年1月25日），曾任苏联国营企业和工业、建筑、运输、邮电设施联合会会长，“八一九事件”的领导人之一。

## 生平
1926年，出生。1943年，在军队服役。1958年，毕业于乌拉尔工学院。1956年，在斯维尔德洛夫斯克市“加里宁机器制造厂”科学生产联合公司任工艺师。1962年，任“加里宁机器制造厂”科学生产联合公司党委书记、1974年，任“加里宁机器制造厂”科学生产联合公司总工程师、1977年，任“加里宁机器制造厂”科学生产联合公司总经理。
1989年，任苏联国营企业与工业、建筑、交通与邮电协会主席。1990年，兼任苏联科学工业联合会副主席。1991年，为国家紧急状态委员会领导人之一，后被逮捕。1994年，获大赦。